# بوب ليندنر
بوب ليندنر (بالإنجليزية: Bob Lindner)‏ هو لاعب دوري الرغبي أسترالي، ولد في 10 نوفمبر 1962 في أستراليا.